# Pico do Cabugi
Pico de Cabugi (en portugués: Pico do Cabugi o Pico do Cabuji, en tupi-guaraní: cabuji) también conocido como la Serra do Cabuji o Serrote da Itaretama, es el único volcán extinto en Brasil, que conserva su forma original. Se trata de volcán de 590 metros de altura que se encuentra en el Parque Ecológico Estadal de Cabugi en el municipio de Angicos en el estado de Rio Grande do Norte.
Está compuesto principalmente de rocas intrusivas basálticas alcalinas, fue el resultado de una gran agitación geológica en la era terciaria, que fue responsable de varios conos volcánicos en el estado rocoso de Río Grande do Norte.